# 해족
해족(奚族)은 중국 고대에 북방 민족인 동호에서 발원한 민족이며, 선비 우문부의 한 지파이다. 고막해(庫莫奚) 혹은 고막해족(庫莫奚族)이라고도 한다.

## 역사
고대 남북조시대, 북조의 여러왕조에게 복속되었으며, 수, 당, 돌궐 및 위구르 카간국에게 복속되었으며, 거란이 통일되어 요를 세우자 해족들은 거란에게 복속된 이후 요나라의 백성이 되어 거란과 같이 공존했다.

## 문화
해금은 해족이 만든 해족 고유의 현악기였으며, 한국에서는 고려시대에 전해졌을 것으로 추정된다.

## 같이 보기
- 거란, 요나라
- 우문부
- 오환